# Semaine du film de Melilla
La Semaine du film de Melilla (Semana de Cine de Melilla) est un festival de cinéma qui se tient chaque année, au mois de mai, à Melilla en Espagne. Les projections, les conférences de presse et les galas d'ouverture et de clôture se déroulent au Théâtre Kursaal-Fernando Arrabal. La première édition a eu lieu le 21 mai 2008.

## Prix décernés
Les récompenses officielles ne sont accordées qu'aux films présentés dans la section officielle du festival. Le responsable de leur remise est le jury officiel composé de personnalités du monde du cinéma.
- Récompenses officielles : 
  - José Sacristán
  - Ciudad de Melilla

## Siège social
Le festival se déroule dans différents quartiers de Melilla. Les bureaux de l'organisation sont situés au Théâtre Kursaal et sont ouverts toute l'année ; les responsables du festival consacrent les douze mois de l'année à l'organisation de la prochaine édition. Les projections se déroulent au :
- Théâtre Kursaal

Au théâtre, sont projetés les films de la Section Officielle et ont lieu les cérémonies d'ouverture, de clôture et de remise des prix.
- Théâtre-Cinéma Perelló

Plus ancien théâtre de la ville, il accueille certaines projections du Festival.